# Wunder-Veilchen
Das Wunder-Veilchen (Viola mirabilis) ist eine Pflanzenart aus der Gattung der Veilchen (Viola) innerhalb der Familie der Veilchengewächse (Violaceae).

## Beschreibung

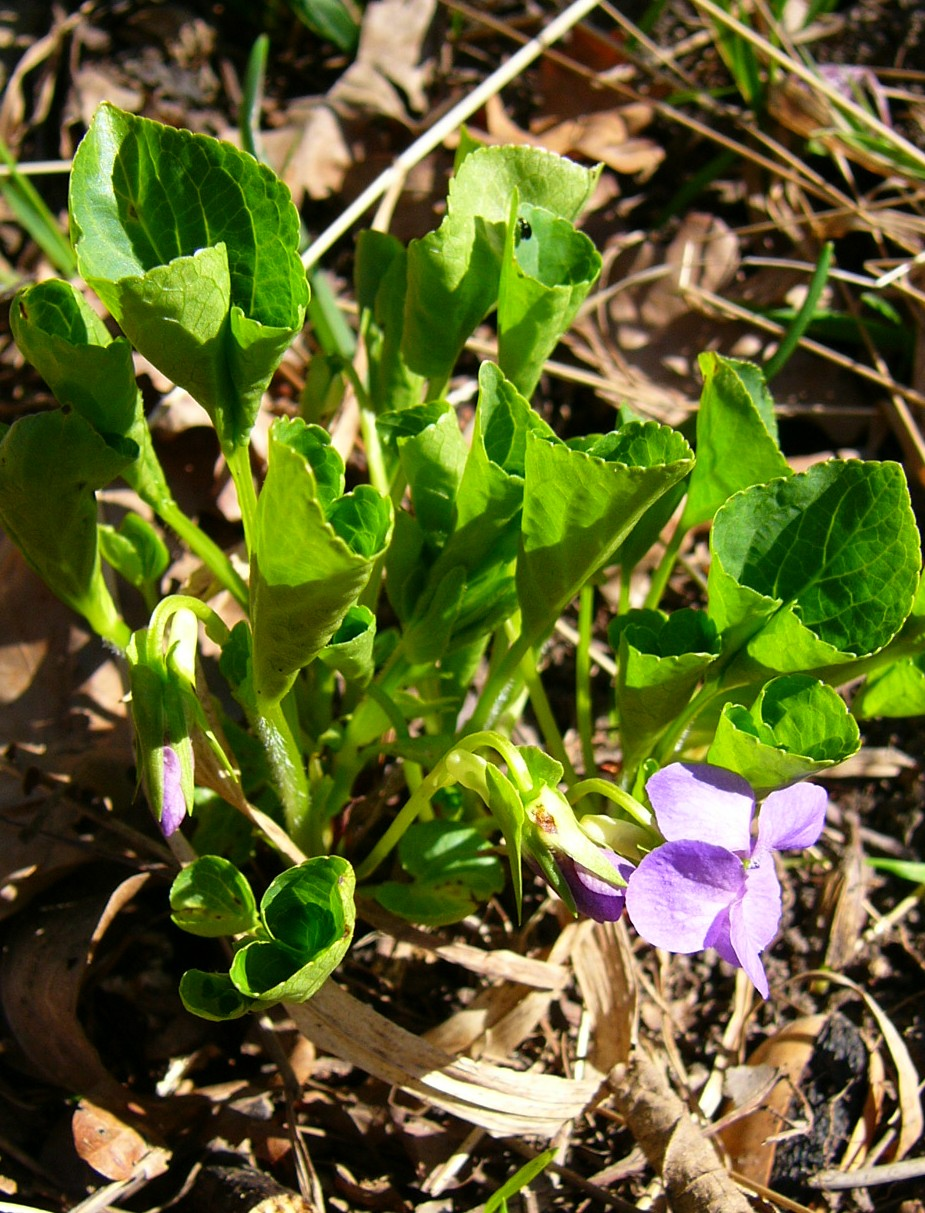
Habitus, Laubblätter und Blüten

### Vegetative Merkmale
Beim Wunder-Veilchen handelt es sich um eine sommergrüne, ausdauernde krautige Pflanze, die Wuchshöhen von 10 bis 30 Zentimetern erreicht. Das aufrechte oder schräge Rhizom ist bis zu 4 Zentimeter lang, weist einen Durchmesser von 3 bis 7 Millimetern und deutlich Knoten (Nodien) auf, am oberen Ende ist es gut verzweigt; es besitzt braune oder rot-braune, schuppenartige Niederblätter. Es sind viele braune Wurzeln vorhanden. Der zur Fruchtzeit bis zu 30 Zentimeter hohe, meist aufrechte Stängel ist besonders im obersten Bereich dicht beblättert und einreihig behaart.
Im Frühjahr sind nur grundständige, erst zur Fruchtzeit am Stängel angeordnete Laubblätter ausgebildet. Die Laubblätter sind in Blattstiel und -spreite gegliedert.  Die bei einer Länge von bis zu 8 Zentimetern recht großen Blattspreiten der Grundblätter sind breit-eiförmig oder breit-herzförmig mit vorgezogenem, kurz zugespitztem oberen Ende und in jungem Zustand tütenförmig zusammengerollt. Ihre Blattunterseite ist stark glänzend. Die Blattspreiten der unteren Laubblätter sind bei einer Länge von 3 bis 5 Zentimetern sowie einer Breite von 4 bis 6 Zentimetern fast nierenförmig mit stumpfem oberen Ende. Der Blattrand ist kurz gekerbt. Die relativ großen Nebenblätter sind je nach Stellung im Pflanzenexemplar sehr unterschiedlich, beispielsweise gibt es weiße, breit-lanzettliche, die meist ohne Fransen jedoch fein bewimpert sind.

### Generative Merkmale
Der Blütenstiel der Hochsommerblüten ist bis zu 10 Zentimeter lang und besitzt an seinem oberen Bereich zwei linealische Deckblätter. Der Blütenstiel der Frühjahrsblüten ist kurz und die zwei Deckblätter befinden sich in seiner Mitte oder darunter. Die Blüten befinden sich einzeln in den Blattachseln.
Die zwittrige Blüte ist zygomorph und fünfzählig mit doppelter oder einfacher Blütenhülle. Die fünf deutlich unterschiedlich langen Kelchblätter sind bei einer Länge von 7 bis 16 Millimetern sowie einer Breite von 2 bis 4 Millimetern länglich-lanzettlich, eiförmig-lanzettlich oder lanzettlich mit mehr oder weniger spitzem oberen Ende; es sind deutliche, etwa 2 Millimeter große Kelchblattanhängsel und drei Nerven vorhanden.  Von den verkehrt-eiförmigen Kronblättern sind die seitlichen deutlich gebärtet. Die Frühjahrsblüten sind mit Sporn 1,5 bis 2,5 Zentimeter lang, blass-lila bis hell-violett, am Grund weiß und wohlriechend. Am unteren Kronblatt befindet sich der grünlich-weiße Sporn, der in der Länge 3 bis 7 Millimeter misst, ein stumpfes oberes Ende besitzt und meist aufwärts gekrümmt, selten gerade ist. Die Hochsommerblüten sind ohne Blütenkrone. Es sind fünf Staubblätter vorhanden. Drei Fruchtblätter sind zu einem kahlen Fruchtknoten verwachsen. Der Griffel ist im unteren Bereich fast aufrecht oder etwas nach vorne gekrümmt, etwas verdickt im oberen Bereich und am oberen Ende etwas gebogen und kurz hakenförmig. Das Loch auf der Narbe ist eng.
Der Fruchtstiel ist aufrecht. Die kahle Kapselfrucht ist bei einer Länge von 1 bis 1,4 Zentimetern ellipsoid mit spitzem oberen Ende und sie öffnet sich dreiteilig.

### Chromosomensatz
Die Chromosomengrundzahl beträgt x = 10, es liegt Diploidie mit einer Chromosomenzahl von 2n = 20 vor.

## Ökologie und Phänologie
Beim Wunder-Veilchen handelt es sich um einen plurienn-pollakanthen, mesomorphen Hemikryptophyten. Es erfolgt meist vegetative Vermehrung durch Rhizome.
Das Wunder-Veilchen weist die Eigenart auf, dass sich sein Erscheinungsbild im Frühjahr von jenem im Hochsommer deutlich unterscheidet. Die Frühjahrspflanze besitzt eine Blattrosette mit grundständigen, sich öffnenden Blüten, die jedoch kaum Samen bilden (Chasmogamie). Die Hochsommerpflanze entwickelt dagegen mehr oder weniger aufrechte, einreihig behaarte, beblätterte Stängel. Diese tragen kurz gestielte, meist fruchtende, aber sich nicht öffnende Blüten (Kleistogamie).
Die Blütezeit des Wunder-Veilchens umfasst die Frühjahrsphase, die in der Regel von April bis Mai dauert, sowie die Hochsommerperiode. Die Frühjahrsblüten sind wohlriechend und meist nicht fruchtbar. Die später auftretenden kleistogamen Blüten bleiben dagegen geschlossen und es erfolgt Selbstbestäubung. Sie sind scheinbar  kronblattlos und fruchtbar. Blütenökologisch handelt es sich um Lippenblumen vom Violatyp. Das Wunder-Veilchen ist selbstkompatibel. Als Belohnung für Bestäuber ist Nektar vorhanden. Falls es bei geöffneten Blüten zur Bestäubung kommt, erfolgt diese durch Bienen.
Die Ausbreitung der Diasporen (Samen) erfolgt durch Autochorie oder Stomatochorie.

## Vorkommen und Gefährdung
Viola mirabilis s. l. ist ein eurasisch-kontinentales Florenelement und in Eurasien weitverbreitet. In Asien reicht ihr Verbreitungsgebiet von Sibirien und den chinesischen Provinzen Gansu, nördliches Hebei, Heilongjiang, Jilin, Liaoning, Ningxia, Shanxi sowie die Innere Mongolei über die Mongolei, Korea, bis Russlands Fernem Osten und Japan.
In Europa gibt es Fundortangaben für Gibraltar, Spanien, Andorra, Frankreich, Monaco, Italien, San Marino, Vatikanstadt, die Schweiz, Liechtenstein, Österreich, Deutschland, Luxemburg, Belgien, Dänemark, Schweden, Norwegen, Kaliningrad, Estland, Lettland, Litauen, Finnland, Polen, Tschechien, Ungarn, Bosnien und Herzegowina, Kroatien, Serbien, den Kosovo, die Slowakei, Slowenien, Montenegro, Bulgarien, Moldawien, Rumänien, Albanien, Belarus, den europäischen Teil Russlands, Georgien, Nordkaukasien, Aserbaidschan, Nachitschewan, die Ukraine sowie die Krim.
Das Wunder-Veilchen kommt in Mitteleuropa zerstreut vor. In Deutschland findet man das Wunder-Veilchen vorwiegend in den Kalkgebieten Bayerns, Thüringens und Baden-Württembergs; darüber hinaus fehlt es über große Strecken oder ist selten. In Österreich und der Schweiz kommt Viola mirabilis zerstreut vor; stellenweise ist es aber auch häufiger anzutreffen.
In der Roten Liste der gefährdeten Pflanzenarten nach Metzing et al. 2018 ist Viola mirabilis – unverändert zur Roten Liste von 1998 – in Gefährdungskategorie V = Vorwarnliste aufgeführt; begründet wird dies damit, dass die Art mäßig häufig ist und ein nur mäßiger Rückgang zu verzeichnen ist. In der nationalen Roten Liste der gefährdeten Arten der Schweiz von 2016 gilt das Wunder-Veilchen als NT = „Potenziell gefährdet“.
Viola mirabilis wächst in Mitteleuropa in Laubmischwäldern. Das Wunder-Veilchen gedeiht in Mitteleuropa meist in mehr oder weniger frischen, nährstoffreichen, kalkhaltigen, lockeren, manchmal steinigen Mullböden. Das Wunder-Veilchen ist in Mitteleuropa eine Charakterart der Klasse Querco-Fagetea. In den Allgäuer Alpen steigt es im Tiroler Teil am Eingang des Kaisertals bei Kaisers bis zu einer Höhenlage von 1550 Metern auf. In Graubünden steigt Viola mirabilis bis in eine Höhenlage von 1820 Metern, im Kanton Wallis bis 1880 Metern auf.
Die ökologischen Zeigerwerte nach Ellenberg sind: Lichtzahl 4 = Schatten- bis Halbschattenpflanze, Temperaturzahl 5 = Mäßigwärmezeiger, Kontinentalitätszahl 4 = subozeanisch, Reaktionszahl 8 = Schwachsäure-/Schwachbasen- bis Basen- und Kalkzeiger, Feuchtezahl 5 = Frischezeiger, Stickstoffzahl x = indifferentes Verhalten, Salzzahl 0 = nicht salzertragend, Schwermetallresistenz = nicht schwermetallresistent.
Die ökologischen Zeigerwerte nach Landolt et al. 2010 für Viola mirabilis sind in der Schweiz: Feuchtezahl F = 2+ (frisch), Lichtzahl L = 2 (schattig), Reaktionszahl R = 4 (neutral bis basisch), Temperaturzahl T = 3+ (unter-montan und ober-kollin), Nährstoffzahl N = 3 (mäßig nährstoffarm bis mäßig nährstoffreich), Kontinentalitätszahl K = 4 (subkontinental).

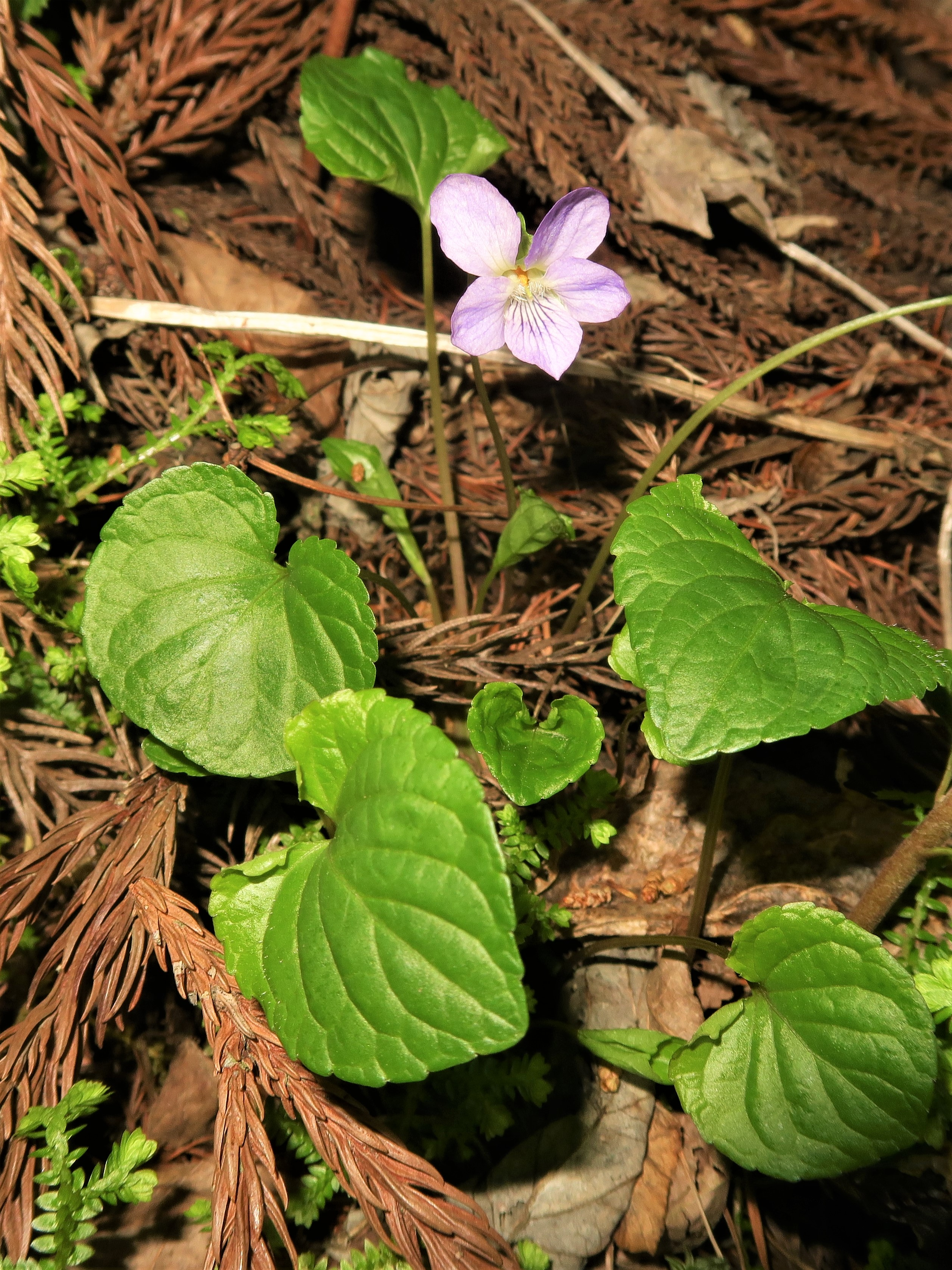
Viola mirabilis var. subglabra

## Systematik

### Botanische Geschichte
Die Erstveröffentlichung von Viola mirabilis erfolgte 1753 durch Carl von Linné in Species Plantarum, Tomus II, S. 936. Das Artepitheton mirábilis ist lateinischen Ursprungs von mírári = „sich wundern“; es nimmt Bezug auf die Eigenart von Viola mirabilis, dass sich im Frühjahr entwickelnde blühende Exemplare deutlich von den im Hochsommer blühenden unterscheiden; diese Besonderheit hatte zuerst Johann Jacob Dillen (1687–1747) beobachtet.

### Taxonomie
Synonyme für Viola mirabilis L. sind: Viola brachysepala Maxim., Viola mirabilis var. brachysepala (Maxim.) Regel, Viola mirabilis var. brevicalcarata Nakai, Viola mirabilis var. glaberrima W.Becker, Viola mirabilis var. platysepala Kitag., Viola mirabilis var. subglabra Ledeb. Nach dieser Ansicht gibt es keine Subtaxa.
Je nach Autor gibt es etwa zwei Varietäten oder es sind Synonyme:
- Viola mirabilis L. var. mirabilis: Sie kommt in Europa vor und ihr Verbreitungsgebiet reicht in Asien bis Zentralasien und Sibirien.[8]
- Viola mirabilis var. subglabra Ledeb.: Sie kommt in Sibirien, in Russlands Fernem Osten, in der Mongolei, in China, Korea und Japan vor.[8]

## Nutzung
Junge Laubblätter und Blütenknospen von Viola mirabilis werden roh oder gegart gegessen. Wenn man sie Suppen beifügt, werden diese angedickt, ähnlich wie bei Zugabe von Okra. Aus den Laubblättern kann Tee gebrüht werden.

## Bilder

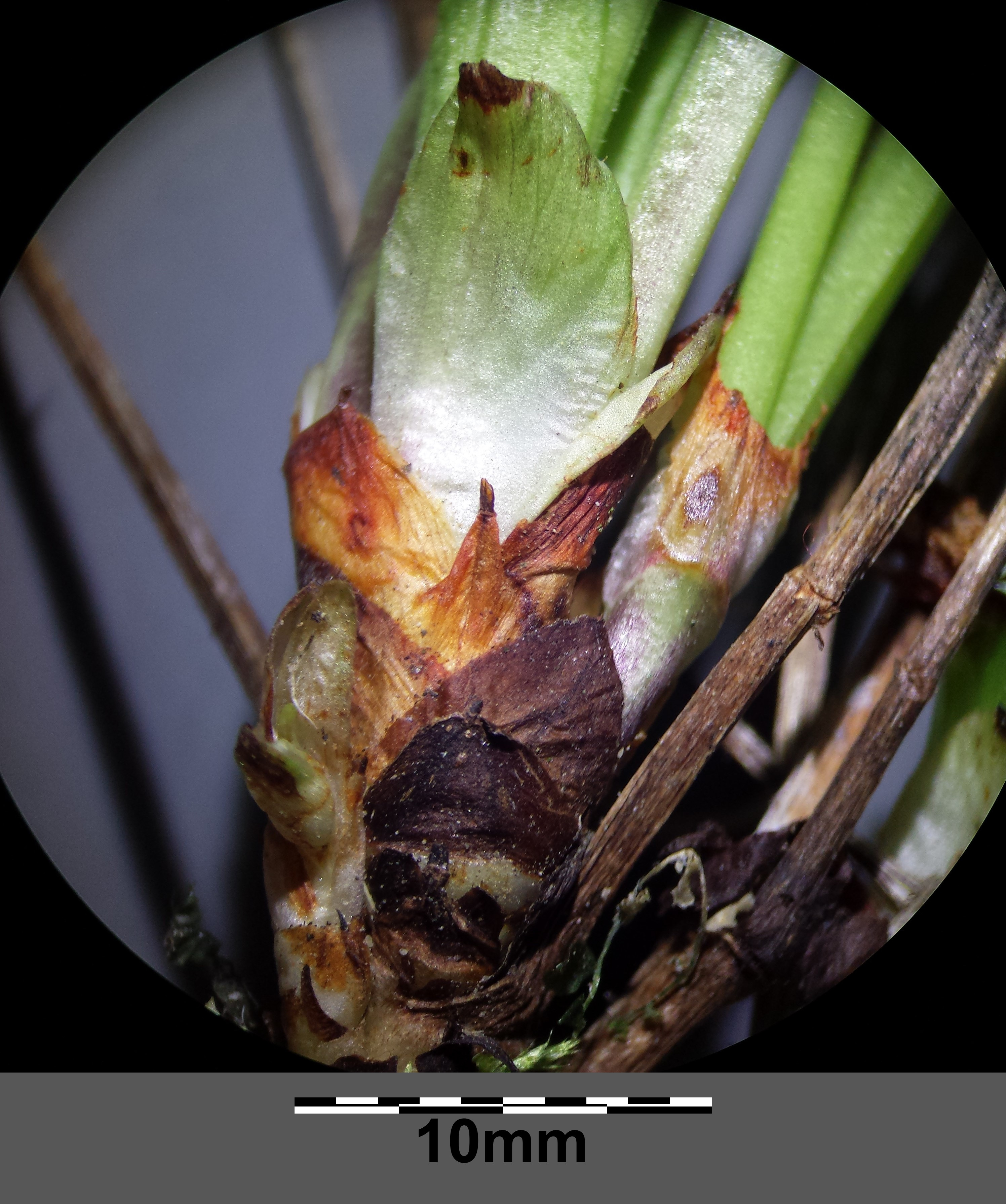
Nebenblätter der Grundblätter, die später als Winterknospen dienen
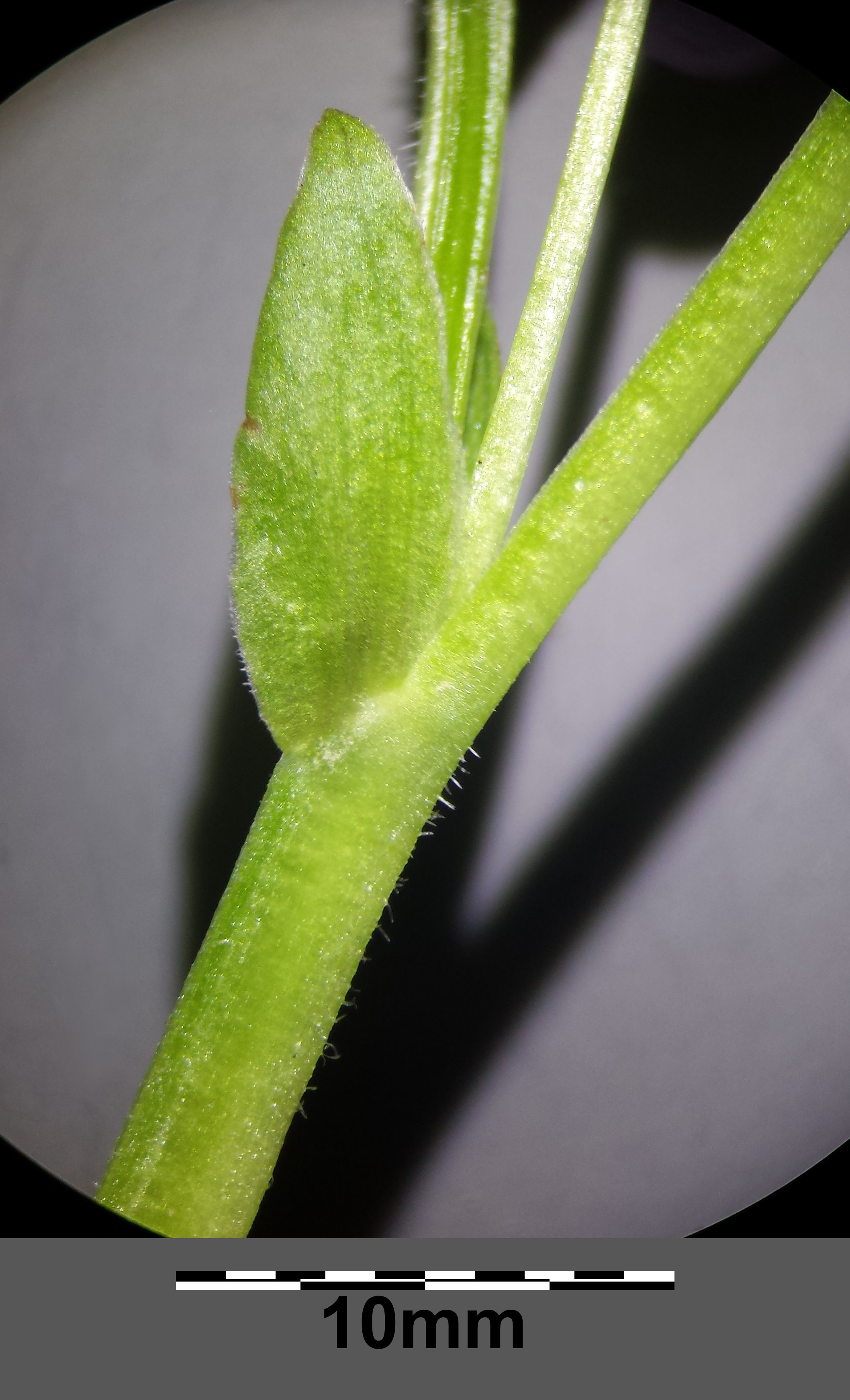
Stängelblattstiel mit Nebenblättern
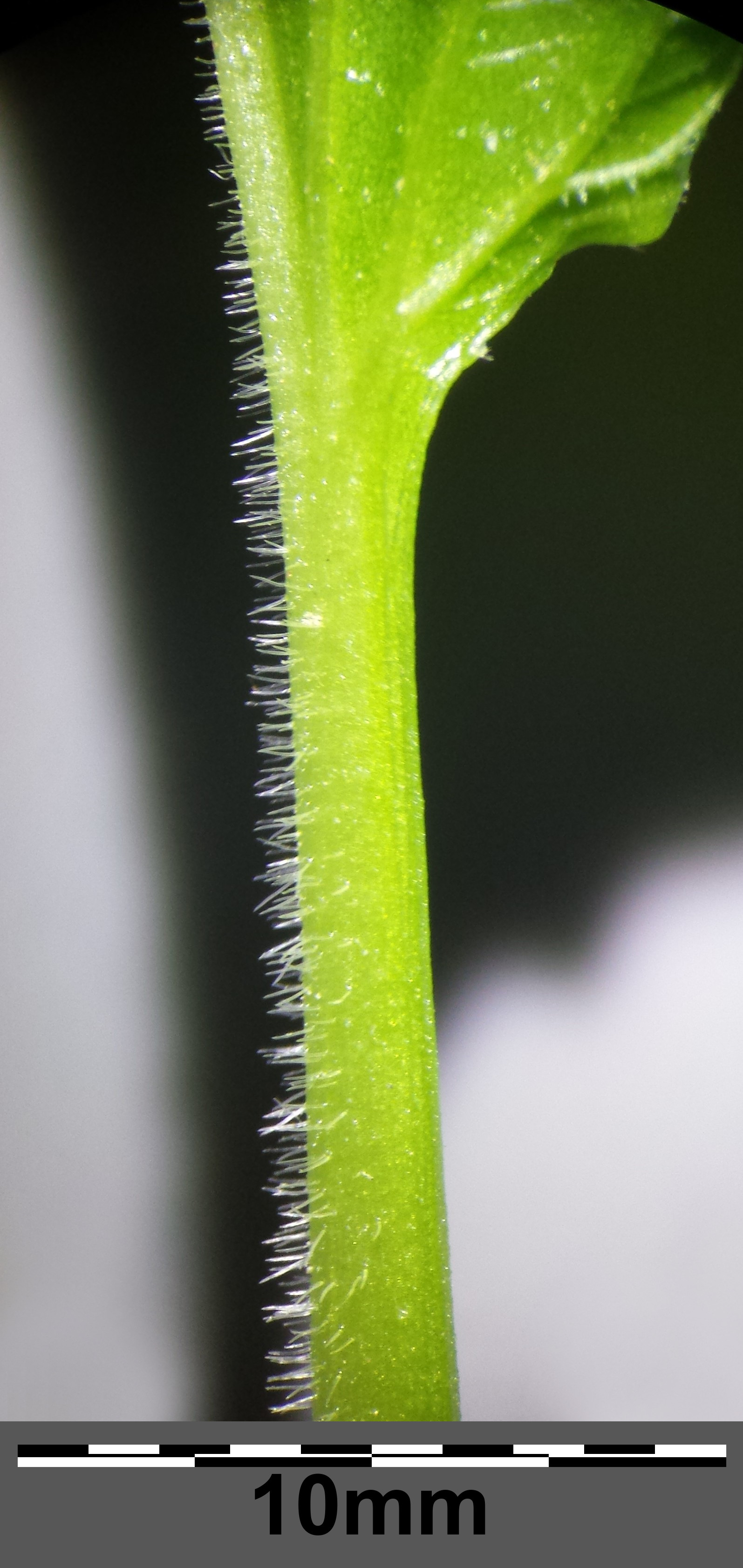
Nur unterseits behaarter Blattstiel
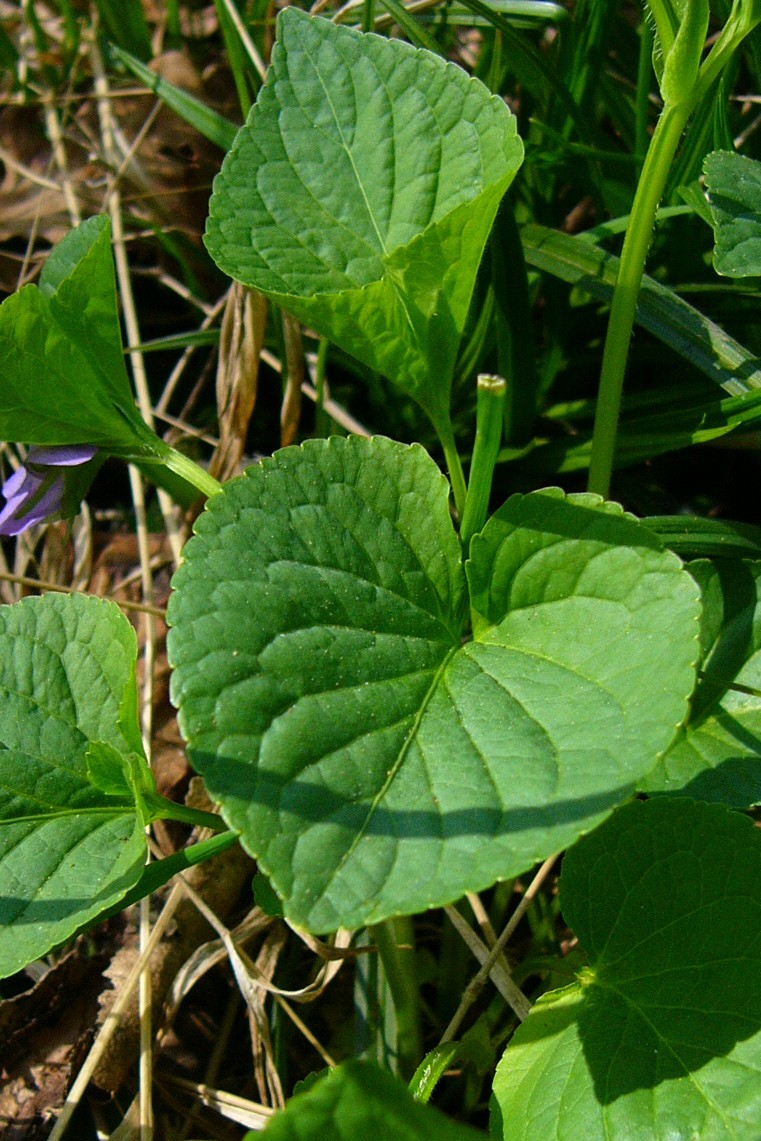
Blatt
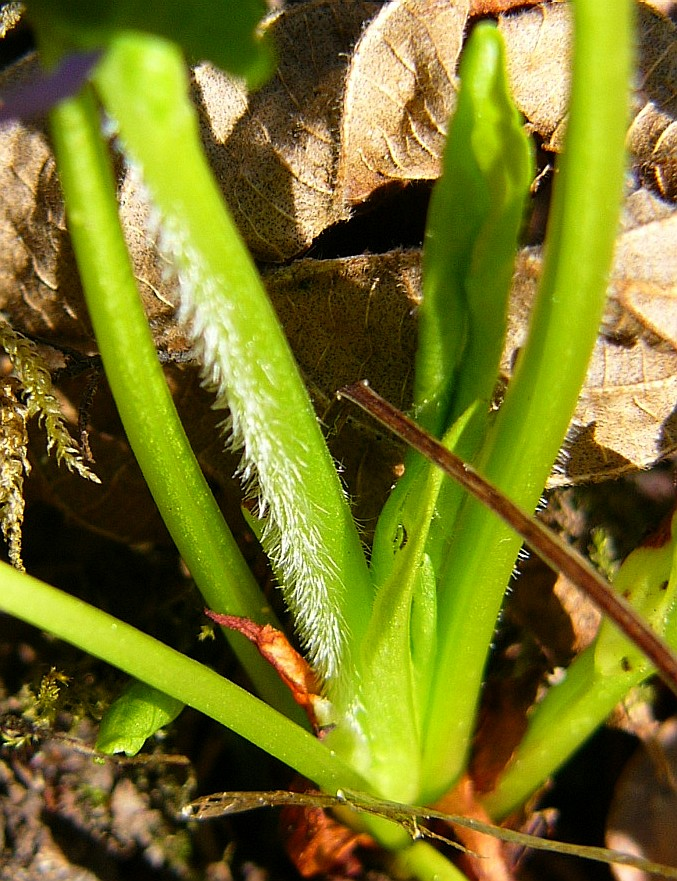
Behaarung des Stängels
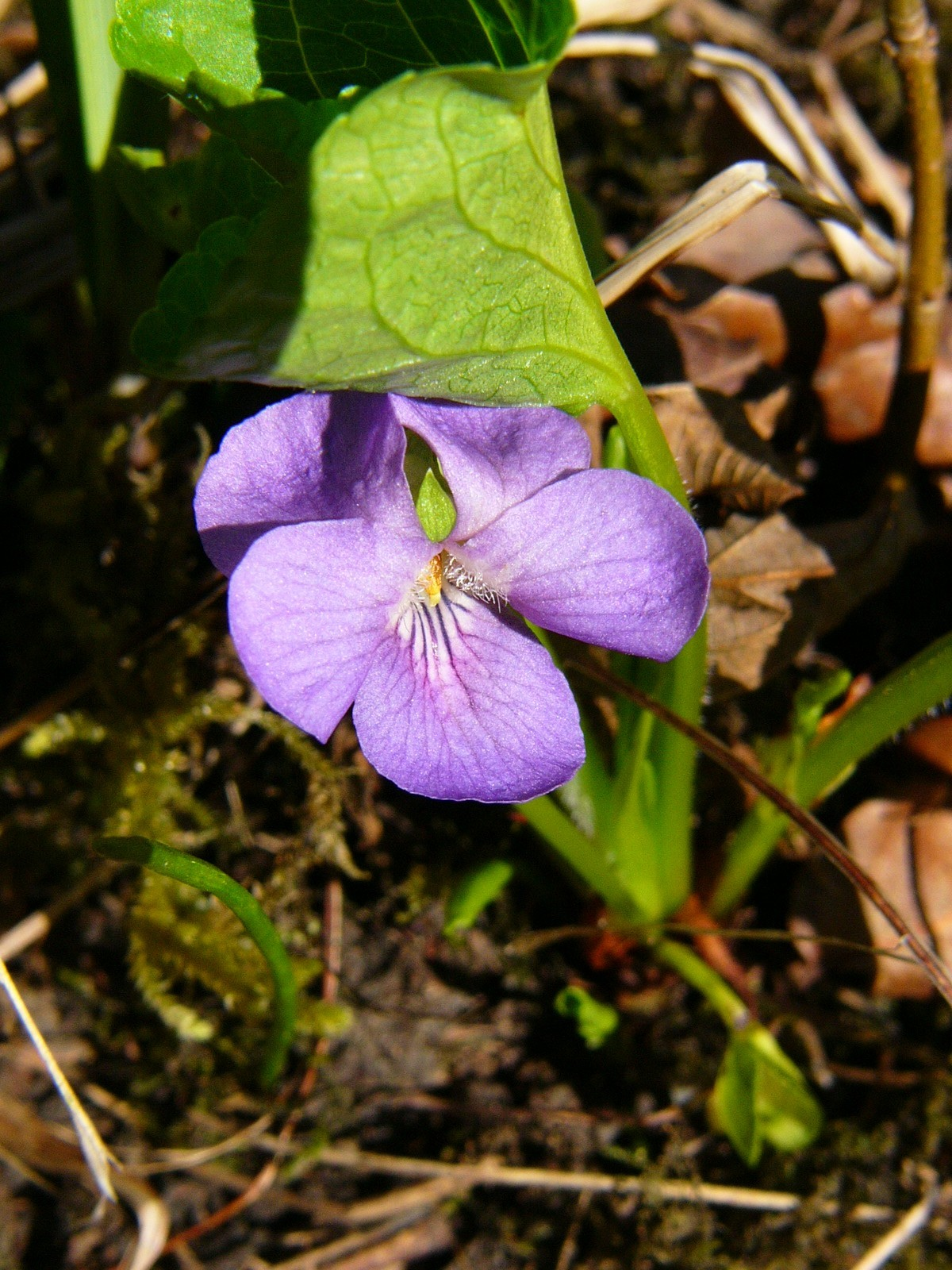
Blüte
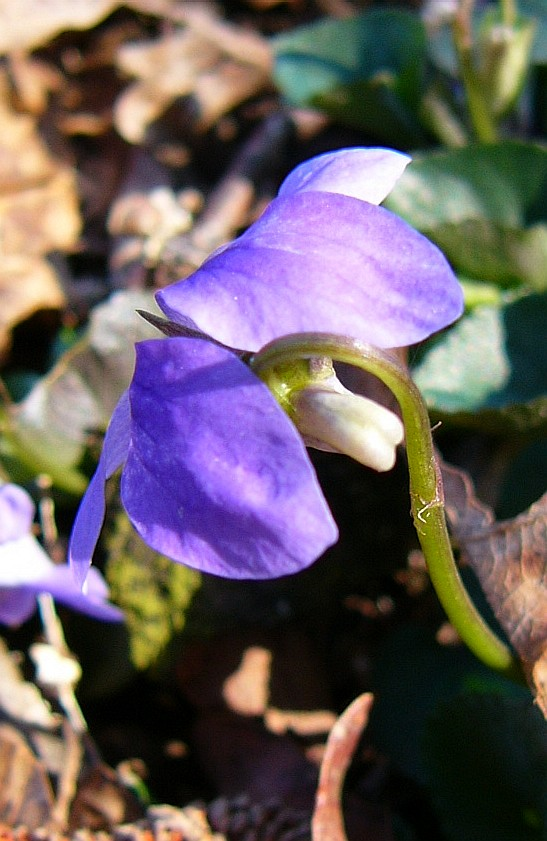
Blütensporn
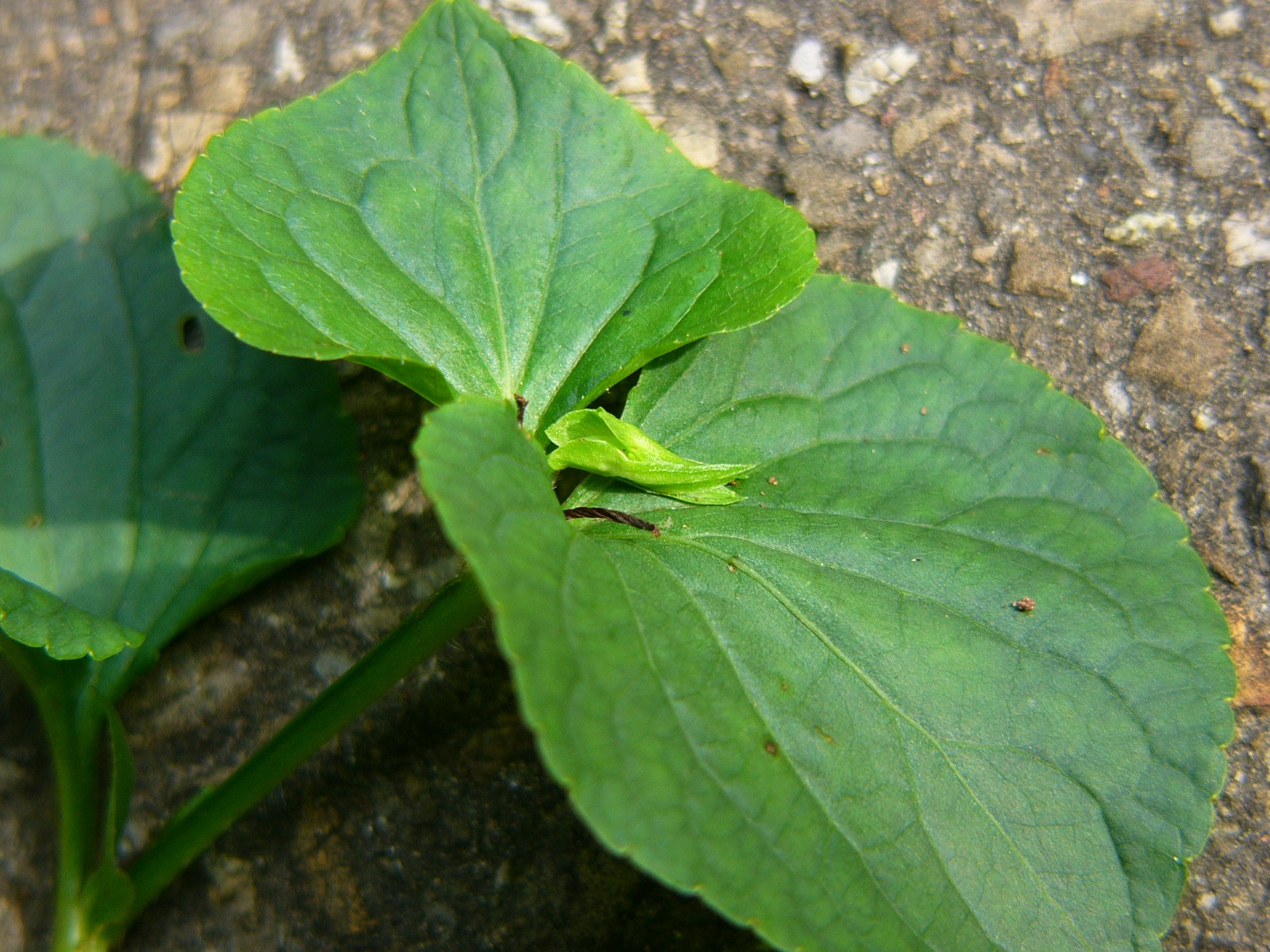
Blatt mit Sommerblüte
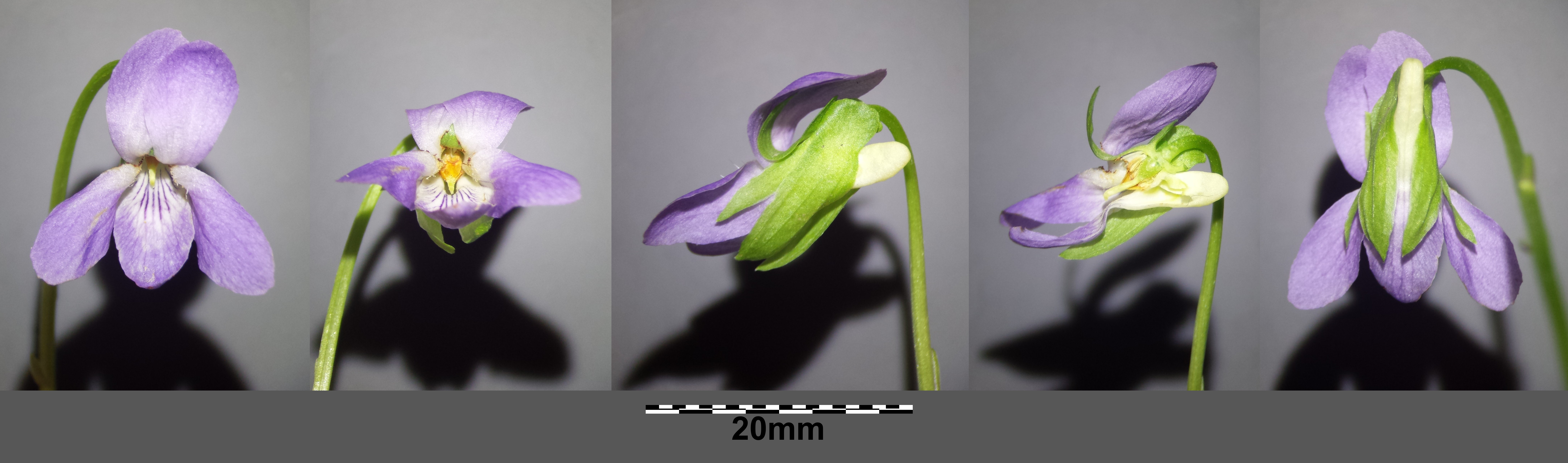
Grundständige, meist sterile Blüten
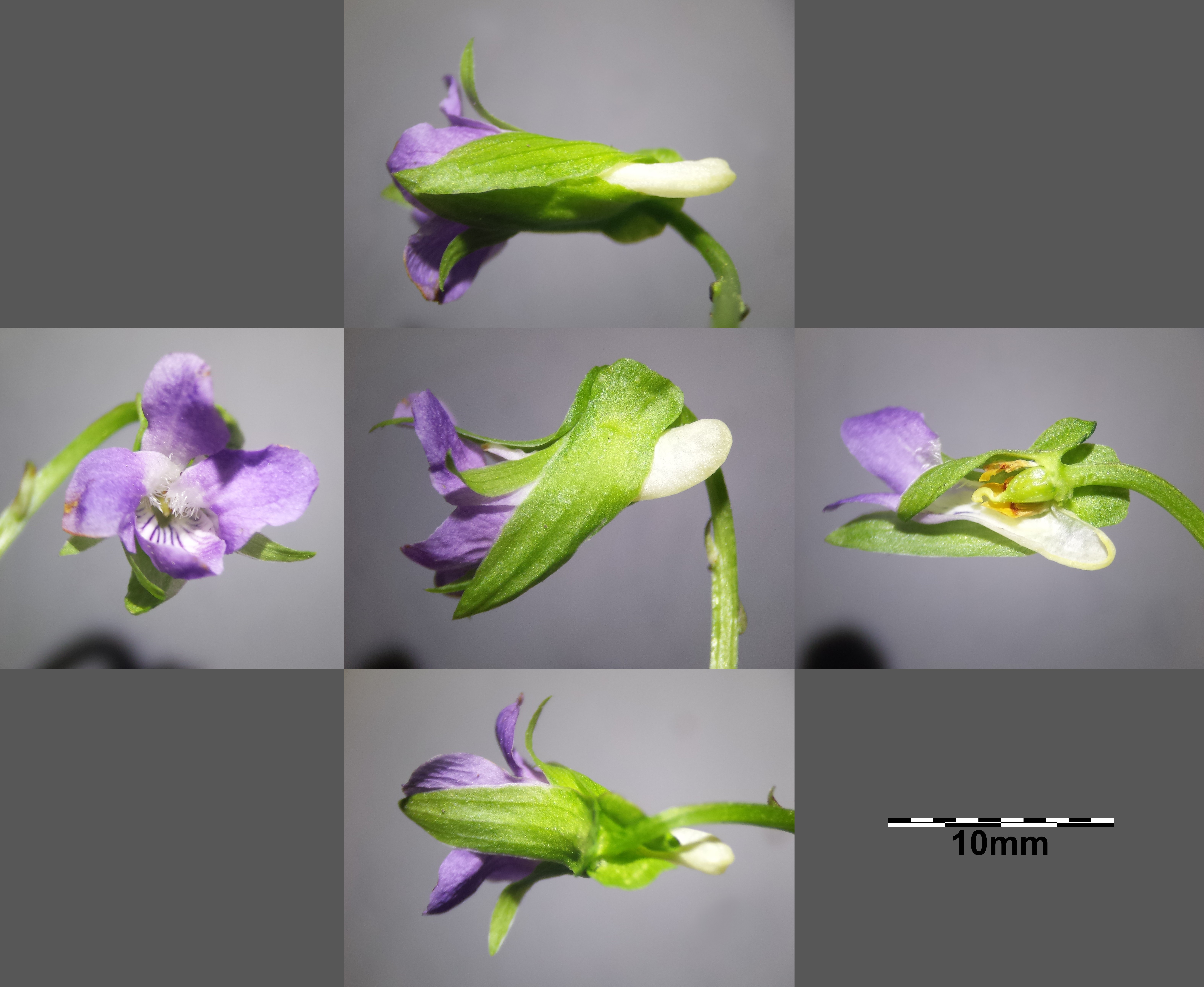
Stängelständige, kleistogame Blüten
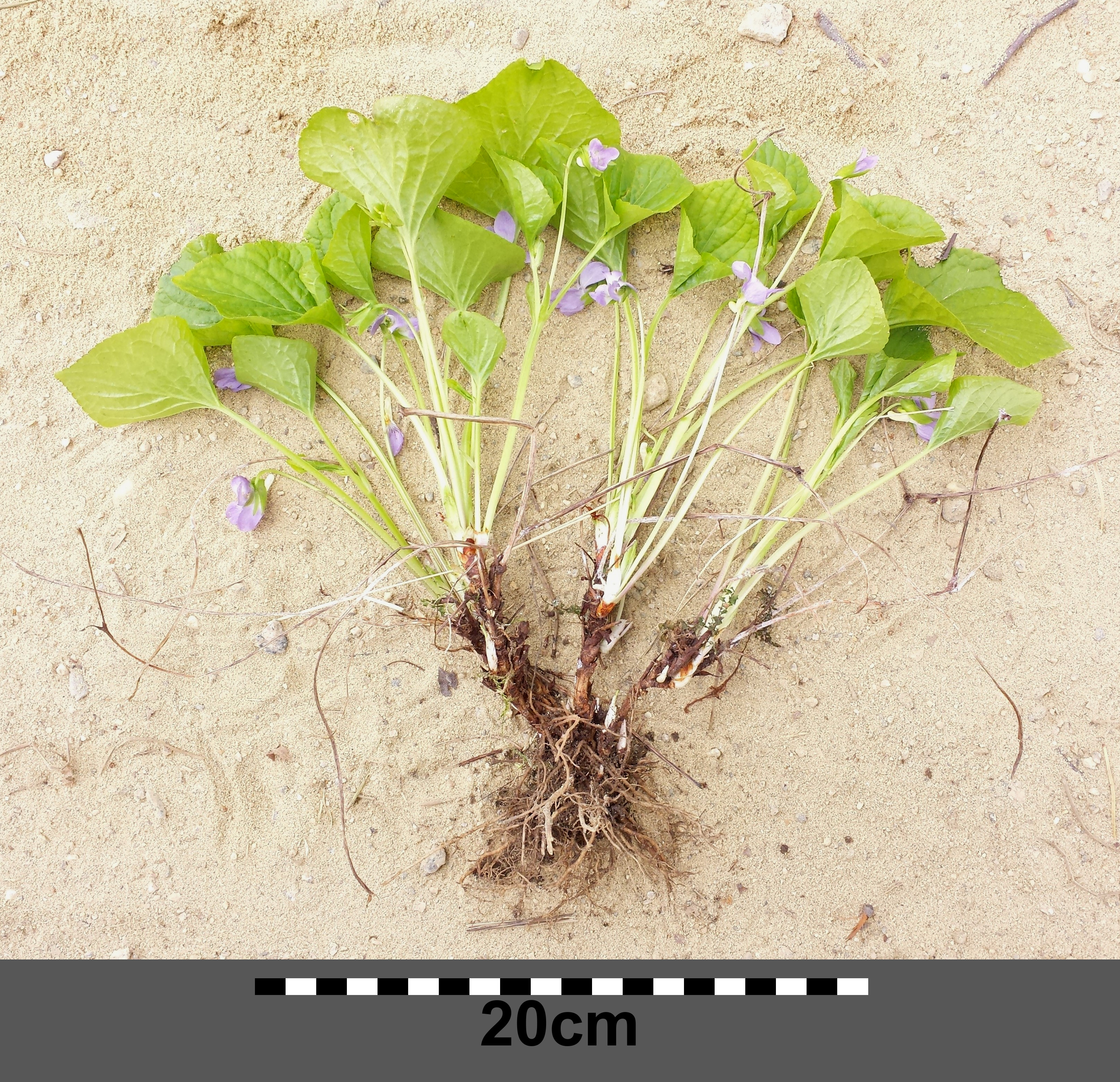
Unter- und oberirdische Pflanzenteile
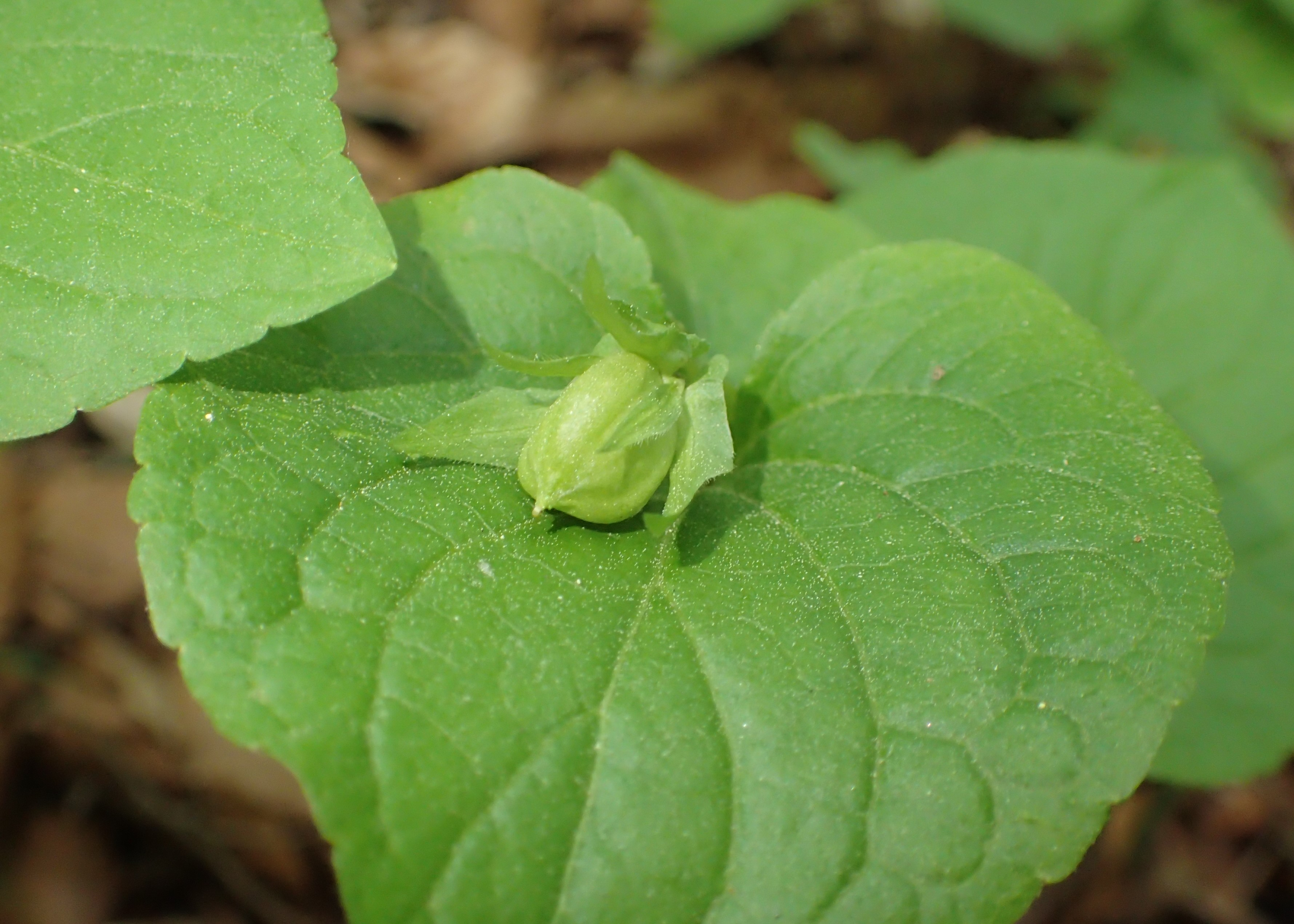
Kapselfrucht